# Vooruitstrevende Kamerclub
De Vooruitstrevende Kamerclub was een Nederlandse liberale kamerclub van circa 30 leden die ontstond in november 1894. Het doel was regelmatig overleg tussen gelijkgezinden om zo een gemeenschappelijk handelen voor te bereiden. Kern van de club waren de voorstanders van verdere kiesrechtuitbreiding (Takkianen), maar ook oud-liberalen en radicalen konden toetreden.
Voorzitter was Goeman Borgesius en bestuursleden Veegens en Cremer.
Toen in juni 1896 dertien liberalen vóór artikel 1 van de ontwerp-Kieswet van Van Houten stemden, ontstond er een breuk in de kamerclub. De dissidenten vormden toen de 'club-Pyttersen'.
Bekende leden van deze kamerclub waren, naast de drie bestuursleden, Drucker, Heldt, Lely, Smeenge en Tak van Poortvliet.
De Vooruitstrevende Kamerclub werd vanaf 1897 voortgezet onder de naam Vrijzinnig-democratische Kamerclub.